# ジャヤーヴァルマン
ジャヤーヴァルマン（サンスクリット語: जयवर्मन्, ラテン文字転写: Jayavarman、生年不詳 - 1478年）は、チャンパ王国（パーンドゥランガ＝チャンパ）の国王（在位：1474年 - 1478年）。『明史』では齋亜麻弗菴（ベトナム語: Trai Á Ma Phất Am）、『殊域周咨録』では齊亜麻勿庵（ベトナム語: Tề Á Ma Vật Am）、『大越史記全書』では逋持持（ベトナム語: Bố Trì Trì）と記される。

## 生涯
マハー・サジャンの孫（『明史』による。『殊域周咨録』『名山蔵』では弟とする）。1474年に先王のマハー・サジャイが黎朝大越の黎念によって捕らえられると、ジャヤーヴァルマンが大越によって擁立され、チャンパの南端であったパーンドゥランガを領地として与えられた。ジャヤーヴァルマンの代にイスラームを受容したとされている。1478年8月27日、叔父の波羅亜弟と使臣の羅四を明に遣わして占城王としての冊封を請い、明より冊封使として給事中の馮義と行人の張瑾が遣わされたが、王に封じられる前に死去した。『明史』では馮義らが聞いたチャム人の言として、弟のガライに殺されたものとする。馮義らはジャヤーヴァルマンの死を朝廷に上奏しないまま、大越が新たに擁立したデーヴァターを王に封じて帰国の途についた。

## 参考資料
- 石井米雄、桜井由躬雄編 編『東南アジア史 I 大陸部』山川出版社〈新版 世界各国史 5〉、1999年12月20日。ISBN 978-4634413504。
- Geoff Wade (June 2003). “The Ming shi Account of Champa”. ARI Working Paper (Asia Research Institute, National University of Singapore) (3).
- Ajmain Jimaain Safar; Ahmad Kilani Mohamad; Wan Hassan Wan Embong; Ahmad Marzuki; Nur Sakinah Norkhair (2017-12). “Al-Quran Reading Abilities of Students in Musa-Asiah Integrated School Cambodia”. Tinta Artikulasi Membina Ummah (PIMM Experts SDN BHD) 3 (2):  38-45.
- 『明史』巻三百二十四 列伝第二百一十二 外国五 占城
- 『大越史記全書』本紀巻之十二 聖宗淳皇帝上
- 『大南正編列伝初集』巻三十三 外国列伝三 占城
- 『ベトナム史略』第1巻 第3部 第14章 黎氏
- 『明実録』憲宗純皇帝実録 巻一百八十
- 『明実録』憲宗純皇帝実録 巻二百五十五
- 『殊域周咨録』巻七 南蛮 占城
- 『罪惟録（中国語版）』列伝巻三十六 外国列伝総論
- 『名山蔵』巻一百七 王享記三 東南夷三
- 『東西洋考』巻二 西洋列国考 占城

| スタブアイコン | サブスタブ | この項目は、まだ閲覧者の調べものの参照としては役立たない、人物に関連した書きかけの項目です。この項目を加筆・訂正などしてくださる協力者を求めています（P:人物伝/PJ:人物伝）。 |